# Hieuthuhai
Trần Minh Hiếu (sinh ngày 28 tháng 9 năm 1999), thường được biết đến với nghệ danh Hieuthuhai (cách điệu bằng toàn bộ chữ cái in hoa), là một nam rapper và ca sĩ kiêm sáng tác nhạc người Việt Nam. Anh là thành viên của tổ đội GERDNANG.
Anh bắt đầu trở nên nổi tiếng sau khi tham gia chương trình Thế giới Rap – King of Rap mùa đầu tiên vào năm 2020. Ngoài ra, anh cũng là thành viên chính trong chương trình truyền hình thực tế 2 ngày 1 đêm. Năm 2024, anh tham gia chương trình Anh trai "say hi" mùa đầu tiên và giành được giải thưởng "Đội trưởng được yêu thích nhất" cùng ngôi vị quán quân của chương trình. Anh đã nhận được một đề cử ở hạng mục Ca sĩ đột phá cho Giải thưởng Làn Sóng Xanh 2022.

## Cuộc đời và sự nghiệp
Trần Minh Hiếu sinh ngày 28 tháng 9 năm 1999 tại Thành phố Hồ Chí Minh và là một sinh viên khoa Kinh doanh quốc tế của Đại học Kinh tế Thành phố Hồ Chí Minh. Chia sẻ về nghệ danh, Hiếu cho biết rằng vào thời đi học, trong lớp của anh luôn có hai người cùng tên Hiếu: một người học giỏi hơn và anh là người còn lại học kém hơn; vì tự ái trước "Hiếu học giỏi" mà anh đã quyết định tự đặt cho mình cái tên Hiếu Thứ Hai. Anh cũng khẳng định cách viết nghệ danh của mình là "HIEUTHUHAI" hoặc "hieuthuhai". HIEUTHUHAI là thành viên của nhóm GERDNANG – một nhóm rapper trẻ được thành lập từ năm 2018 với ba thành viên ban đầu là HIEUTHUHAI, Manbo và HURRYKNG; cả ba thường thực hiện những tour diễn tình nguyện hỗ trợ cho trẻ em ở khu vực miền Trung Việt Nam.
HIEUTHUHAI bắt đầu trở nên nổi tiếng sau khi tham gia chương trình Thế giới Rap – King of Rap vào năm 2020. Theo tiết lộ trên báo Thể thao & Văn hóa, nam rapper chỉ biết trình bày những dòng nhạc nhẹ và chỉ mới biết đến rap hai năm trước khi tham gia chương trình. Tại cuộc thi này, anh đã giành được danh hiệu "Thí sinh được yêu thích nhất" và lọt vào Top 5 chung cuộc; nhiều ca khúc được anh thể hiện trong chương trình như "Chơi", "Bật nhạc lên" (cùng Harmonie)... cũng đã trở nên nổi tiếng. Ngoài ra, bài hát "Cua" – vốn đã được anh trình bày từ trước đó – đã được trình diễn trong chương trình và trở thành tiết mục duy nhất của King of Rap lọt vào top 10 xu hướng và top 50 ca khúc thịnh hành nhất Việt Nam trên nền tảng YouTube lúc bấy giờ.
Năm 2022, HIEUTHUHAI đã cho ra mắt ba ca khúc lần lượt là "Dynamic Duo", "Vệ tinh", và "Ngủ một mình". Anh cũng đã có mặt trong bảng đề cử cho hạng mục Ca sĩ đột phá của Giải thưởng Làn Sóng Xanh và Ca sĩ mới của năm của Giải thưởng Cống hiến. Trong thời gian này, anh đã xác nhận sẽ ra mắt album đầu tay có tên Ai cũng phải bắt đầu từ đâu đó với 9 ca khúc mô tả những câu chuyện cùng trải nghiệm từ bản thân anh về cuộc sống, nhưng không công bố thời gian ra mắt chính thức. Cùng năm đó, anh đến đầu quân cho một công ty giải trí và bắt đầu xuất hiện trên các chương trình truyền hình thực tế, mà khởi đầu là 2 ngày 1 đêm.
Trong tập 4 của bộ phim chiếu mạng Chủ tịch giao hàng do Trường Giang thực hiện vào đầu năm 2023 đã có sự xuất hiện của HIEUTHUHAI. Đây là bộ phim có sự tham gia diễn xuất lần đầu tiên của anh.
Năm 2024, HIEUTHUHAI được công bố là một trong 30 nam nghệ sĩ tham gia chương trình Anh trai "say hi" mùa đầu tiên. Anh đã giành được danh hiệu quán quân của chương trình và cùng với Rhyder, Đức Phúc, Quang Hùng MasterD và Isaac tạo thành nhóm nhạc toàn năng; bản thân HIEUTHUHAI cũng nhận giải "Nhóm trưởng được yêu thích nhất" với 20/30 phiếu bình chọn từ chính các thí sinh tham gia.
Tại Rap Việt mùa 4, Hiếu tham gia với tư cách giám khảo khách mời.

## Đời tư
Trong một lần phỏng vấn ở chương trình Hát đi chờ chi, HIEUTHUHAI đã tiết lộ thần tượng của mình là Binz. Anh đã từng có phát ngôn gây tranh cãi khi được đặt tình huống gặp lại người yêu cũ và anh đã trả lời rằng, "Con của anh ai nuôi vậy?". Người hâm mộ đã cho rằng phát ngôn của anh "kém duyên" và thể hiện lối sống "thiếu trách nhiệm trong giới trẻ".

## Danh sách đĩa nhạc
Album phòng thu
- Ai cũng phải bắt đầu từ đâu đó (2023)

### Đĩa đơn
| Năm  | Tựa đề                                                   | Vị trí xếp hạng cao nhất | Vị trí xếp hạng cao nhất | TK           |
| Năm  | Tựa đề                                                   | VN                       | VNTop Vie.               | TK           |
| ---- | -------------------------------------------------------- | ------------------------ | ------------------------ | ------------ |
| 2020 | "Cua"                                                    | —                        | —                        | [ 10 ]       |
| 2020 | "Bật nhạc lên" ft. Harmonie                              | —                        | —                        | [ 10 ]       |
| 2020 | "Chơi" ft. MANBO, Lvk và Billy100                        | —                        | —                        | [ 10 ]       |
| 2020 | "Sexy4eva"                                               | —                        | —                        | [ 25 ]       |
| 2020 | "Sinh nhật" ft. Wonderlust                               | —                        | —                        | [ 26 ]       |
| 2021 | "Diệu kỳ Việt Nam" ft. Bích Phương, Phúc Du và GDucky    | —                        | —                        | [ 27 ]       |
| 2021 | "Hít vào thở ra" ft. Min                                 | —                        | —                        | [ 28 ]       |
| 2021 | "Nghe như tình yêu"                                      | —                        | —                        | [ 29 ] [ d ] |
| 2021 | "Tết nhớ tới già" ft. Trúc Nhân và Bùi Công Nam          | —                        | —                        | [ 30 ]       |
| 2022 | "Dynamic Duo" ft. HURRYKNG (prod. Kewtiie)               | —                        | —                        | [ 13 ]       |
| 2022 | "Vệ tinh" ft. Hoàng Tôn (prod. Kewtiie)                  | —                        | —                        | [ 13 ]       |
| 2022 | "Ngủ một mình" ft. Negav (prod. Kewtiie)                 | 1                        | 1                        | [ 14 ]       |
| 2023 | "Không thể say" (prod. Kewtiie)                          | —                        | —                        | [ 31 ]       |
| 2023 | "Một công đôi việc" ft. HURRYKNG (prod. DuongK, Machiot) | —                        | —                        |              |
| 2024 | ''Quay đi quay lại'' (prod. Kewttie)                     | —                        | —                        |              |
| 2024 | "Trình" (prod. Kewtiie)                                  | —                        | —                        |              |
| 2025 | "Nước mắt cá sấu" (prod. Kewttie)                        | —                        | —                        |              |

## Chương trình truyền hình
| Năm  | Chương trình               | Mùa và tập phát sóng | Vai trò                          | Cùng với                                                                | TK     |
| ---- | -------------------------- | -------------------- | -------------------------------- | ----------------------------------------------------------------------- | ------ |
| 2020 | Thế giới Rap - King of Rap | Mùa 1                | Thí sinh                         | ICD, Pháo,...                                                           | [ 9 ]  |
| 2020 | Gương mặt thân quen        | Mùa 8                | Khách mời                        | Orange                                                                  | [ 32 ] |
| 2022 | 2 ngày 1 đêm               | Mùa 1, mùa Lễ hội    | Thành viên chính                 | Trường Giang, Ngô Kiến Huy, Kiều Minh Tuấn, Lê Dương Bảo Lâm, Cris Phan | [ 17 ] |
| 2023 | Hoa hậu Hòa bình Việt Nam  | Năm 2023             | Khách mời                        | Chi Pu, Lona                                                            | [ 33 ] |
| 2023 | 2 ngày 1 đêm               | Mùa 2                | Thành viên chính                 | Trường Giang, Ngô Kiến Huy, Kiều Minh Tuấn, Lê Dương Bảo Lâm, Cris Phan | [ 34 ] |
| 2023 | Rap Việt                   | Mùa 3                | Khách mời                        | HURRYKNG                                                                | [ 34 ] |
| 2024 | Sóng 24                    | Năm 2024             | Co-host                          | Trấn Thành, Ngô Kiến Huy, Anh Tú                                        | [ 35 ] |
| 2024 | 7 nụ cười xuân             | Mùa 7, tập 1-2       | Khách mời                        | Ngô Kiến Huy, Lê Dương Bảo Lâm                                          | [ 36 ] |
| 2024 | 2 ngày 1 đêm               | Mùa 3, mùa Lễ hội    | Thành viên chính                 | Trường Giang, Ngô Kiến Huy, Kiều Minh Tuấn, Lê Dương Bảo Lâm, Cris Phan | [ 17 ] |
| 2024 | Anh trai "say hi"          | Mùa 1                | Thí sinh                         | Trấn Thành và 29 nam nghệ sĩ                                            | [ 37 ] |
| 2024 | Rap Việt                   | Mùa 4                | Giám khảo khách mời vòng đối đầu | Trấn Thành, Thái VG, JustaTee, Suboi, Karik, BigDaddy, B Ray            | [ 38 ] |
| 2024 | Bài hát của chúng ta       | Mùa 1, tập 14        | Khách mời                        | Dương Domic, Song Luân, Jsol,...                                        | [ 39 ] |

## Giải thưởng
| Năm  | Giải thưởng                    | Hạng mục                                     | Đề cử                                                                                       | Kết quả   | Ghi chú       |
| ---- | ------------------------------ | -------------------------------------------- | ------------------------------------------------------------------------------------------- | --------- | ------------- |
| 2020 | V-Heartbeat 2020               | Nghệ sĩ mới xuất sắc                         | Bản thân                                                                                    | Đề cử     | [ 40 ]        |
| 2022 | Giải thưởng Làn Sóng Xanh 2022 | Ca sĩ đột phá                                | Bản thân                                                                                    | Đề cử     | [ 41 ]        |
| 2023 | Giải thưởng Làn Sóng Xanh 2023 | Nam ca sĩ của năm                            | Bản thân                                                                                    | Đề cử     | [ 42 ] [ 43 ] |
| 2023 | Giải thưởng Làn Sóng Xanh 2023 | Nam ca sĩ được yêu thích nhất                | Bản thân                                                                                    | Đoạt giải | [ 42 ] [ 43 ] |
| 2023 | Giải thưởng Làn Sóng Xanh 2023 | Top 10 Ca khúc được yêu thích nhất           | "Ngủ một mình" (ft. Negav)                                                                  | Đoạt giải | [ 42 ] [ 43 ] |
| 2023 | WeChoice Awards                | Ca sĩ/ Rapper có hoạt động đột phá           | Bản thân                                                                                    | Đề cử     | [ 44 ]        |
| 2023 | WeChoice Awards                | Nhân vật truyền cảm hứng                     | Bản thân                                                                                    | Đoạt giải | [ 44 ]        |
| 2023 | WeChoice Awards                | Đại sứ truyền cảm hứng                       | Bản thân                                                                                    | Đề cử     | [ 44 ]        |
| 2023 | WeChoice Awards                | Ca sĩ/ Rapper có hoạt động đột phá           | Bản thân                                                                                    | Đề cử     | [ 44 ]        |
| 2023 | WeChoice Awards                | E.P/ Album của năm                           | Ai cũng phải bắt đầu từ đâu đó                                                              | Đề cử     | [ 44 ]        |
| 2024 | Giải thưởng Cống Hiến          | Nam ca sĩ của năm                            | Bản thân                                                                                    | Đề cử     | [ 45 ]        |
| 2024 | Ngôi sao của năm               | Anh trai tài năng                            | Bản thân                                                                                    | Đề cử     | [ 46 ]        |
| 2024 | Giải Mai Vàng                  | Nam ca sĩ - Rapper                           | HIEUTHUHAI – ca khúc "Ngáo ngơ", tác giả: HIEUTHUHAI, Erik, Anh Tú Atus, JSOL, Orange       | Đề cử     | [ 47 ]        |
| 2024 | Giải thưởng Làn Sóng Xanh      | Top 10 ca khúc được yêu thích nhất           | "Ngáo ngơ" (FOXXX Team, HIEUTHUHAI & Orange – HIEUTHUHAI, Anh Tú Atus, JSOL, ERIK & Orange) | Đoạt giải | [ 48 ]        |
| 2024 | Giải thưởng Làn Sóng Xanh      | Ca khúc của năm                              | "Ngáo ngơ" (FOXXX Team, HIEUTHUHAI & Orange – HIEUTHUHAI, Anh Tú Atus, JSOL, ERIK & Orange) | Đề cử     | [ 48 ]        |
| 2024 | Giải thưởng Làn Sóng Xanh      | Ca sĩ/Rapper được yêu thích nhất             | Bản thân                                                                                    | Đoạt giải | [ 48 ]        |
| 2024 | Giải thưởng Làn Sóng Xanh      | Nam ca sĩ/Rapper của năm                     | Bản thân                                                                                    | Đoạt giải | [ 48 ]        |
| 2024 | Ấn tượng VTV                   | Gương mặt trẻ Ấn tượng (Lĩnh vực Nghệ thuật) | Bản thân                                                                                    | Đề cử     | [ 49 ]        |
| 2024 | WeChoice Awards                | Nghệ sĩ có hoạt động nổi bật                 | Bản thân                                                                                    | Đề cử     | [ 50 ]        |
| 2024 | WeChoice Awards                | Ca sĩ/ Rapper có hoạt động đột phá           | Bản thân                                                                                    | Đề cử     | [ 50 ]        |
| 2024 | WeChoice Awards                | Nhân vật truyền cảm hứng                     | Bản thân                                                                                    | Đoạt giải | [ 50 ]        |
| 2024 | WeChoice Awards                | Đại sứ truyền cảm hứng                       | Bản thân                                                                                    | Đề cử     | [ 50 ]        |
| 2025 | Giải thưởng Cống hiến          | Nam ca sĩ của năm                            | Bản thân                                                                                    | Đề cử     | [ 51 ]        |

### Vinh danh
- Giải Thí sinh được yêu thích nhất và Top 5 của King of Rap.[52]
- Giải Quán quân và  Nhóm trưởng được yêu thích nhất của Anh trai "say hi" 2024.[19]
- Nhận giải "Gương mặt trẻ nổi bật của năm" tại chương trình Giới thiệu các gương mặt nghệ sĩ tiêu biểu và một số cuốn sách nổi bật trong lĩnh vực nghệ thuật biểu diễn, văn học năm 2024 do Bộ Văn hóa, Thể thao và Du lịch tổ chức.[53]